# 太田早紀
太田 早紀（おおた さき、1月31日 - ）は、日本の漫画家。山口県出身。血液型はB型。
「恋するとなりで」でデビュー。主に『Cheese!』や『別冊少女コミック』（小学館）などで活動していた。現在は漫画家活動を休業中。代表作は番外編も多く存在する「夜まで待てない。」シリーズ。

## 作品リスト
上段は単行本名、下段は他の収録作品。
- 好きじゃない
  - 恋のむこう/Kissの条件/愛にふれて/ふいうち/Happy!（「好きじゃない」番外編）
- 悪戯天使
  - 胸で聞いている/女神が微笑んだ!/明日も抱きしめて/綺麗になる方法
- 胸騒ぎカルテ
  - 銀色世界/可愛い奴…（胸騒ぎカルテ番外編）
- 夜まで待てない。（全8巻）
  - Power Of Love/上を向いて歩こう/手をつないて歩こう
- やっぱり夜まで待てない
  - まだまだ夜まで待てない/O・HA・YO/雨時々恋愛もよう/恋するとなりで
- 駆けだしたCupid
  - 足跡が聞こえる/ピーターパンのI Love You/もちろん夜まで待てない
- 君はボクのもの（全2巻）
  - ちょこっと夜まで待てない。/すこしだけ夜まで待てない。
- 好きになってもいいの?（全4巻）
  - こころでGyu/ロイヤルボックス（「夜まで待てない。」シリーズ番外編）
- 汝、誓いの口づけを…（全2巻）
  - love love love/裸足のままで